# زلیتس
زلیتس (به آلمانی: Seelitz) یک شهر در آلمان است که در میتل‌زاکسن واقع شده‌است. زلیتس ۲٬۰۶۹ نفر جمعیت دارد.